# Lucien Beauduin
Lucien Henri Joseph Beauduin (Roost-Krenwik, 20 mei 1869 - Sint-Gillis, 31 maart 1946) was een Belgisch industrieel en senator.

## Levensloop
Lucien Beauduin was een zoon van Jean-Joseph Beauduin (1838-1904) en van Lucie Lavigne (1843-1926). Hij behoorde tot de familie Beauduin, waarvan verschillende leden actief waren in de Tiense Suikerraffinaderijen, zoals zijn oom Victor Beauduin (1845-1904). Hijzelf trouwde met Emilie Minten (1875-1959) en ze hadden drie dochters en een zoon.
Lucien Beauduin promoveerde tot landbouwingenieur (Katholieke Universiteit Leuven, 1891). Hij werd onmiddellijk medewerker in de Suikerraffinaderijen van Tienen, waar hij de hiërarchische ladder opklom en Victor Beauduin als afgevaardigd bestuurder opvolgde bij diens overlijden in 1904. Hij was het die aan de Tiense Suikerraffinaderij een internationale omvang gaf.
Zoals zijn voorganger zorgde hij, als vicevoorzitter van de Liberale Alliantie voor een goede samenwerking tussen de Liberale partij en de suikerfabriek. Hij werd ook voorzitter van de Internationale Raad van de Suiker.

## Politicus
Aanvankelijk was Beauduin gemeenteraadslid van Tienen in de periode 1906-1918, na de dood van de burgemeester, zijn oom Victor Beauduin. Vervolgens werd hij in 1938 gemeenteraadslid en burgemeester van Lubbeek (1938- ).
Gedurende praktisch het hele interbellum was hij senator:
- 1921-1925: senator voor het arrondissement Leuven,
- 1925-1932: gecoöpteerd senator,
- 1934-1939: provinciaal senator.

## Mecenaat
Op zijn initiatief en grotendeels met zijn financiering, werd de 13de-eeuwse Sint-Pieterskerk van Grimde, die met afbraak werd bedreigd, in de jaren 1922-1928 gerestaureerd, geschonken aan de stad en herbestemd als oorlogsmonument voor de gesneuvelden van de veldslagen van Sint-Margriete-Houtem en Grimde (18 augustus 1914). Deze necropolis is uniek in zijn soort in België.
Aan de Katholieke Universiteit Leuven deed hij een schenking die mede toeliet een gebouw op te richten voor de Farmaceutische Wetenschappen.

## Publicaties
- Le problème du sucre à la Conférence de Genève, in: Le Flambeau, 1929
- La Conférence Internationale du Sucre à Bruxelles, in: Le Flambeau, 1931
- Le Chanoine Henri Colin. 1880-1943. Compte-rendu de la séance académique consacrée à sa mémoire le 28 juillet 1943, au Palais des Académies à Bruxelles, et organisée par l'Institut belge pour l'amélioration de la betterave, la Société technique et chimique de sucrerie de Belgique et la Raffinerie Tirlemontoise, 1943